# Chelsea Johnson
Chelsea Johnson, född den 20 december 1983 i Atascadero, Kalifornien, är en amerikansk friidrottare som tävlar i stavhopp. Hon är dotter till Jan Johnson som var bronsmedaljör i stavhopp vid Olympiska sommarspelen 1972.
Chelsea Johnsons första internationella mästerskap var VM 2009 i Berlin där hon blev silvermedaljör, tillsammans med polskan Monika Pyrek efter att ha hoppat 4,65. Hon blev slagen endast av polskan Anna Rogowska som vann på 4,75 meter.

## Personliga rekord
- Stavhopp - 4,73 meter